# Мајано
Мајано (итал. Majano) је насеље у Италији у округу Удине, региону Фурланија-Јулијска крајина.
Према процени из 2011. у насељу је живело 5690 становника. Насеље се налази на надморској висини од 168 м.

## Становништво
Према резултатима пописа становништва 2011. у општини је живело 6.051 становника.
| 1951. | 1961. | 1971. | 1981. | 1991. | 2001. | 2011. |
| ----- | ----- | ----- | ----- | ----- | ----- | ----- |
| 6.145 | 5.915 | 5.242 | 5.645 | 5.835 | 5.877 | 6.051 |

## Партнерски градови
- San Zenone degli Ezzelini
- Traversetolo